# 直立卷瓣兰
直立卷瓣兰（学名：Bulbophyllum unciniferum）为兰科石豆兰属下的一个种。

## 扩展阅读
- 維基物種上的相關：直立卷瓣兰